# Teodolit
Teodolit (engl. theodolite < znanstv. lat. theodolitus) je geodetski mjerni instrument za mjerenje vodoravnih kutova ili vodoravnih i okomitih kutova. Glavni su mu dijelovi vodoravni i okomiti krug s ljestvicama, dalekozor i dodatni uređaji za očitanje kutova i postavljanje u vodoravan položaj. Dalekozor se može okretati oko vodoravne osovine, a zajedno s kućištem s nosačima (alhidadom) i oko okomite osovine. Prema građi i načinu očitanja teodoliti su mehanički (s odvojenim povećalima ili mikroskopima za očitanje nasuprotnih mjesta kruga i mehaničkim mikrometrima), optički i elektronički. Prema dodatcima, konstrukciji i namjeni teodolit može biti: kompasni, daljinomjerni (tahimetar), žiroteodolit ili giroteodolit, ovjesni, repeticijski, astronomski. Postoje različiti dodatci teodolitu koji omogućuju njegovu svestranu uporabu, na primjer okularna prizma, objektivni klin, pentagonalna prizma, zenitni okular, pribor okulara, optički mikrometar (ispred objektiva), predleće, zenitni visak, mjerne saonice, laserski i autokolimacijski okular, kompas, žiroskop.
U meteorologiji se rabi optički teodolit, kojim se svake minute mjere kutovi (azimut) i nagibi pod kojima se kroz dalekozor vide meteorološki baloni pri njihovu dizanju u atmosferi (takozvani pilot-balonsko mjerenje brzine i smjera visinskih vjetrova), te radiosondažni teodolit, kojim se automatski prati kretanje balona s radiosondama u višim slojevima atmosfere radi dobivanja podataka o temperaturi, vlazi, tlaku zraka i vjetru. Radiosondažni teodolit prima radiosignale kojima se automatski upravlja okretanje teodolita i mjerenje kutova.
Prvi teodolit napravljen je u Njemačkoj u 16. stoljeću.

## Dijelovi teodolita
Klasičan optički teodolit sastoji se od dva glavna dijela - alhidade (pokretni dio teodolita) i stativa (nepokretni dio teodolita) koji nosi alhidadu. 

### Alhidada
Alhidada sadrži sljedeće dijelove:
- optički (laserski) visak,
- podnožna ploča s vijcima za postavljanje u vodoravan položaj,
- vodoravni krug,
- cijevna i dozna libela,
- repeticijski uređaj,
- okomiti krug,
- dalekozor s nitnim križem,
- vijci za fino pomicanje,
- grubi ciljnik,
- mikroskop za očitavanje (danas je to LCD zaslon).

Podnožna ploča sadrži 3 vijka koji služe za postavljanje instrumenta u vodoravan položaj. U ploču je umetnu vodoravni krug koji služi za očitavanje vodoravnih pravaca. Vodoravni krug je nepokretan stakleni disk s podjelom u razmacima od 1' ili 1", ovisno o preciznosti instrumenta. Podjela na vodoravnom limbu se očitava pomoću optičkog mikroskopa. Danas se primjenjuje kodirana podjela kod elektroničkih teodolita što omogućuje računalu očitavanje pravaca. Središte vodoravnog limba je probušeno i kroz njega prolazi okomita os. Vodoravni krug je povezan s repeticijski uređajem. Repeticijski uređaj služi za izdizanje vodoravnog kruga i njegovu vrtnju zajedno s ostatkom alhidade. 
Dozna libela služi za grubo postavljanje instrumenta u vodoravan položaj. Grubo se postavlja u vodoravan položaj uglavnom skraćivanjem ili produljivanjem nogara stativa. Cijevna libela je osjetljivija i omogućava fino postavljanje instrumenta u vodoravan položaj pomoću podnožnih vijaka.Cijevna libela koristi se tako da se uz pomoć vijaka za postavljanje u vodoravan položaj, svede pokazivanje libele u uvjetno vodoravan položaj, instrument u vodoravnoj ravnini okrene 180°, ako je potrebno ponovno precizno postavi u vodoravan položaj. Zatim instrument okrene za 90° i precizno horizontira pa opet 180° i tek tada je instrument postavljen u vodoravan položaj. Nakon čega je optički ili laserski visak upotrebljiv za fino centriranje instrumenta nad mjernom točkom.
Dalekozor (teleskop) je Keplerove konstrukcije. Sastoji se od okulara s nitnim križem i objektiva. Dalekozor služi za precizno viziranje pravaca. Na gornjem dijelu kućišta dalekozora nalazi se grubi ciljnik za približno viziranje. Nitni križ dalekozora može biti tako izveden da može poslužiti kao daljinomjer. Svi stariji teodoliti bez elektronike i laserskog daljinomjera obvezno imaju okomitu nit s dvije kratke niti koje presjecaju okomitu nit kao i vodoravnu nit. Očitanje u centimetrima s letve (čita se koliko cm ima između dvije kratke vodoravne ravnine to očitanje se množi faktorom K i nekad zbog nelinearnosti optike k .Koeficijent nelinearnost je davno ukinut razvojem precizne optike) rezultat je optička udaljenost instrumenta i mjerne letve. Mjerna letva mora biti okomita pa ima doznu libelu na sebi (ako se teodolit upotrebljava za mjerenje vodoravnih duljina.) Ako letva odstupa od okomice na bilo koji način, rezultat je veća udaljenost od stvarne optičke udaljenosti. Kasnije metode laserski daljinomjer i druge, su imune na takve pogreške.  
Osovina oko koje se okreće dubrin je povezana s okomitim krugom. Okomiti krug je istovjetan vodoravnom krugu osim što je postvaljen okomito i kroz njegovo središte prolazi vodoravna os. Okomiti krug je za razliku od vodoravnog pokretan, a indeksi za očitanje kutova su nepokretni. Podjela na okomitom limbu se očitava pomoću mikroskopa ili u slučaju kodirane podjele to radi računalo.
Optički visak je minijaturni optički teleskop koji omogućuje precizno centriranje instrumenta nad točkom stajališta. Optička os viska mora se poklapati s okomitom osi instrumenta, ako želimo da instrument bude dobro centriran. Danas se umjesto optičkog viska koristi crveni laser kao visak. Međutim još postoji mogućnost postavljanja običnog viska za točno centriranje. Laserski i prije optički visak imaju ogromnu grešku ako alhidada nije prije toga točno vodoravna (pokazuju da je instrument centriran točno nad mjernom točkom a u stvari nije). Obični visak cijelo vrijeme pokazuje prilično točno mjernu točku i kod instrumenta koji je samo grubo vodoravan (optika i laser u tom slučaju griješe previše).
Vijci za fino pomicanje služe za fino pomicanje alhidade i olakšavaju precizno viziranje.

### Stativ
Stativ je drveni ili aluminijski tronožac koji služi za stabilizaciju alhidade nad točkom stajališta. Noge stativa mogu se izvlačiti što omogućava postavljanje alhidade na željenu visinu i grubo postavljanje u vodoravan položaj.

### Vrste
Vojni topnički durbin namijenjen je za promatranje zemljišta, otkrivanje neprijatelja, promatranje pogodaka i njegove korekcije te za mjerenje vodoravnih i okomitih kutova za potrebe topništva. Približava sliku predmeta 10 puta s optičkim dodatkom od 20 puta. Kompletan teži oko 17 kilograma.

## Totalna stanica
Totalna stanica je računalni oblik elektroničkog teodolita. Totalne stanice imaju u sebi računalo, memoriju i laserski daljinomjer. Totalna stanica omogućava jednostavnije snimanje detalja, iskolčavanja te brže i preciznije izvođenje radova. Laserski daljinomjer je najveća prednost totalnih stanica. Takvi daljinomjeri sastoje se od odašiljača koji emitira EM zračenje u IC ili radio spektru. Elektronički daljinomjer zahtjeva reflektor na kraju mjerenje duljine koji refletkira odaslane EM valove. Preciznost elektroničkog daljinomjera kod totalnih stanica je oko 2 milimetra na 1 kilometar duljine koja se mjeri.